# Мэри и Макс
«Мэри и Макс» (англ. Mary and Max) — пластилиновый анимационный фильм независимого австралийского аниматора Адама Эллиота, трагикомедия. Фильм впервые показан на открытии 25-го кинофестиваля «Сандэнс».
В июне 2009 года фильм получил награду от Международный фестиваль анимационных фильмов в Анси (Франция). Картина входит в список 250 лучших фильмов по версии IMDb, занимая в нём 204 место по состоянию на март 2025 года.

## Сюжет
Действие фильма происходит с 1976 по 1994 год и рассказывает о переписке двух друзей в течение 18 лет — Мэри, одинокой 8-летней, на начало истории, девочки, живущей в Маунт-Уэйверли, пригороде Мельбурна (Австралия), и Макса, на момент действий 44-летнего нью-йоркца, атеистического, несмотря на происхождение, еврея, страдающего ожирением, аутизмом и синдромом Аспергера. В центре внимания фильма — письма, которые пишут Мэри и Макс (в возрасте от 8 до 26 и от 44 до 62 лет соответственно), и истории их жизни, а также жизни людей, которые их окружают.
В начальных титрах отмечено, что фильм основан на реальных событиях.

## Темы
Фильм затрагивает множество тем, включая безразличие к детям, одиночество, дискриминацию, гомосексуальные отношения, половое воспитание, алкоголизм, клептоманию, аутизм (в частности, синдром Аспергера, которым страдает Макс), ожирение, самоубийство, депрессию и страхи. Также присутствует изрядная доля юмора в отношении всех этих тем.

## Роли озвучивали
- Тони Коллетт — Мэри Дейзи Динкл
- Филип Сеймур Хоффман — Макс Джерри Хоровитц
- Эрик Бана — Дэмиан Поподополус
- Бетани Уитмор — Мэри в детстве
- Текст читает Барри Хамфрис[5]

## Музыка
В мультике используется подборка из музыки двадцатого века. Вероятно, наиболее значимыми отрывками стали песня Симона Джеффса и группы Penguin Cafe Orchestra «Perpetuum Mobile», использованная в начале фильма, и «Prelude and Yodel» P.C.O. Остальными исполнителями были Берт Кэмферт и его оркестр, Нана Мускури, Дейл Корнелиус, Лерой Андерсон, Pink Martini, Лондонский оркестр поп-музыки, Джеймс Ласт и его оркестр, The King’s Consort, Сиднейский ансамбль Альфа и ABC Radio Orchestra.

## Мнение критиков
В целом фильм получил положительные отзывы.
Обозреватель фильмов Rotten Tomatoes оценил фильм на 96 %.
«Мэри и Макс» стал первым австралийским анимационным фильмом, сборы которого превысили миллион долларов.
Фильм был удостоен гран-при как лучший анимационный фильм 2009 года на Международном фестивале в Оттаве.